# María Salgado
María Salgado (Toro, Zamora) és una cantant espanyola. S'inicià de manera natural a les fonts i arrels més pures de la música popular. Gravà un disc pioner en el seu temps amb cançons extretes del Cancionero de Castilla que Agapito Marazuela havia rescatat de l'oblit temps enrere. En Canciones de amor i trabajo María Salgado reelaborà aquelles velles melodies i introduí instrumentació moderna sense que les vigoroses cançons perdessin la seva peculiar personalitat. Amb Joaquín Díaz, el seu altre preceptor, participà i col·laborà en nombroses gravacions discogràfiques; El Calendario del pueblo, treball que fou copsat en diversos volums juntament amb altres folkloristes com: Raices, Candeal, Joaquin González o Ángel Carril. Ha publicat dotze discos en solitari i nombroses col·laboracions i treballs conjunts. María Salgado ha cantat versos de Luis López Álvarez (com el Romance de la Reina Juana) o de Luis Diaz Viana, del que té duess gravacions monogràfiques: Recuerdo y profecia por España (un disc que fou un dels habituals en el programa radiofònic de Jesús Quintero El loco de la colina) i La última dama. María Salgado participà també en el disc homenatge a la compositora cubana María Teresa Vera, en col·laboració amb Martirio, Omara Portuondo i Pablo Guerrero.
Al seu disc Siete modos de guisar las berenjenas, un nostàlgiques melodies sefardites, recollides a Grècia, conviuen sense dificultat amb noves cançons compostes per Juan Pablo Silvestre. A Abrecaminos, María Salgado ha tornat als seus orígens castellans i lleonesos per tornar a mesclar-los amb ritmes orientals, sefardites i composicions de nou registre com "Memoria del agua" o "Tiempo", amb lletra de Dulce María Loynaz. En el CD Amor a Cuba, María Salgado interpreta un recull de cançons que exploren i uneixen dues cultures germanes, la cubana i la castellana.
María Salgado ha actuat a la cantada d'havaneres de Calella de Palafrugell i és autora del llibre Castilla canta habaneras.